# Arrondissement di Les Côteaux
L'arrondissement di Les Côteaux è un arrondissement di Haiti facente parte del Dipartimento del Sud. Il capoluogo è Les Côteaux.

## Geografia antropica

### Suddivisioni amministrative
L'arrondissement di Les Côteaux comprende 3 comuni:
- Les Côteaux
- Port-à-Piment
- Roche-à-Bateau